# Христианская каббала

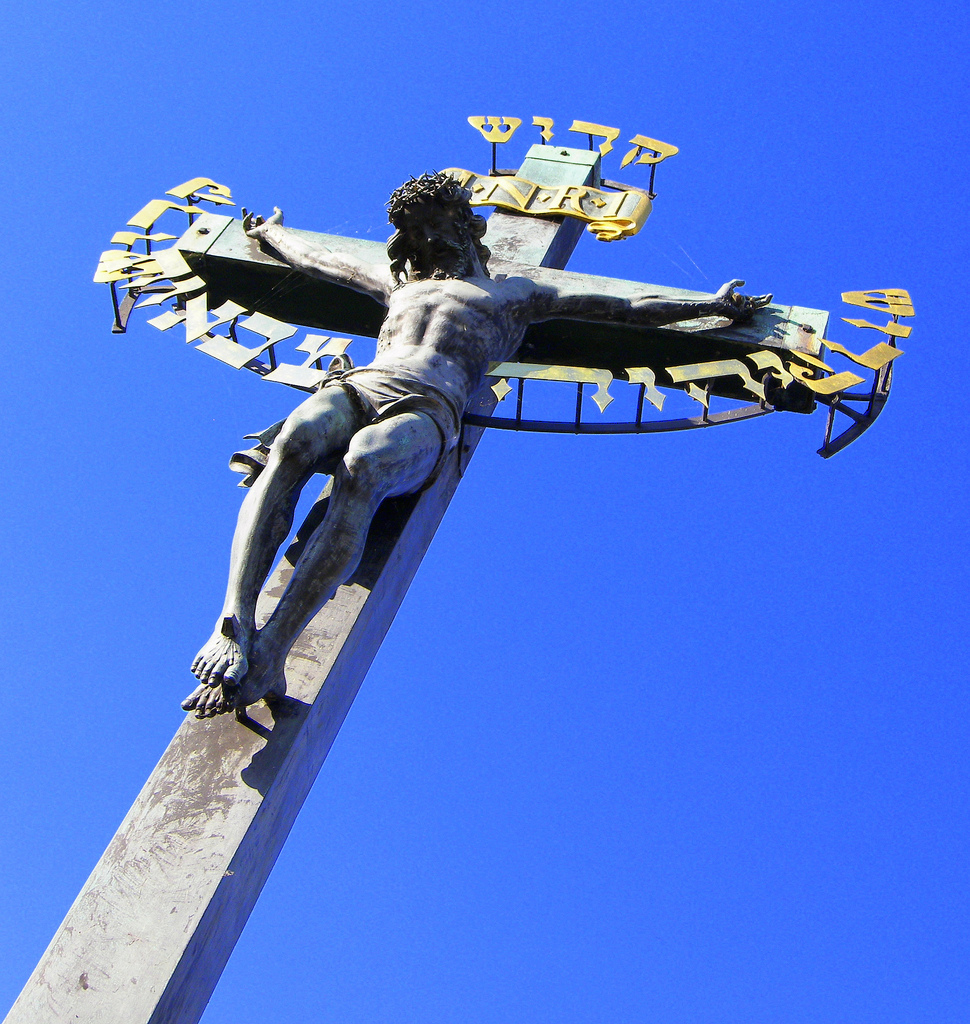
Скульптура 1657 года на Карловом мосту в Праге. Вокруг Иисуса Христа, распятого на Кресте, — надпись на еврейском языке קָדוֹשׁ קָדוֹשׁ קָדוֹשׁ יְהוָה צְבָאוֹת, а над головой — табличка на латыни INRI

Христиа́нская каббала́ — мировоззрение, синтезирующее каббалу и христианское откровение о новом Адаме. Сочеталось с христианской мистической мыслью и получило заметное развитие среди европейских философов, теологов и гуманистов эпохи Возрождения, когда среди христианских мыслителей рос интерес к иудейской мистике.
В конце XV века каббала трансформировалась от чисто еврейского явления к европейской культуре, совместившись с христианской теологией, философией, наукой, магией и теургией. В результате появились два разных феноменальных мистических учения с принципиальными доктринальными различиями, но с одним названием.
В трудах еврейских теологов о каббале, как правило, не упоминается о христианской каббале. Как редкое исключение, следует отметить труды Авраама Эрреры, в которых приводится целый ряд цитат из работ Марсилио Фичино и Пико делла Мирандолы. В свою очередь, Христиан Розенрот частично перевёл труды Эрреры на латынь. Исраэль Лифшиц, один из крупнейших раввинов Германии, упоминает Иоганна Рейхлина в качестве примера праведного христианина, однако не упоминает связь Рейхлина с каббалой. Авраам Йегуда Хейн и Шмуэль Александров, хабадские раввины и философы первой половины XX века, отмечают близость учения В. С. Соловьёва к хасидизму.
В трудах же европейских каббалистов зачастую не делается различия между течениями. Многие основополагающие иудейские каббалистические книги были написаны до появления христианской каббалы, хотя иудейская каббала получила новый огромный толчок к развитию в XVI веке, благодаря учению Исаака Лурии (лурианская каббала). В свою очередь европейцы, сформировавшие христианскую каббалу, смотрели на неё как на давно забытое христианское учение.

## Раскрытие христианской каббалы

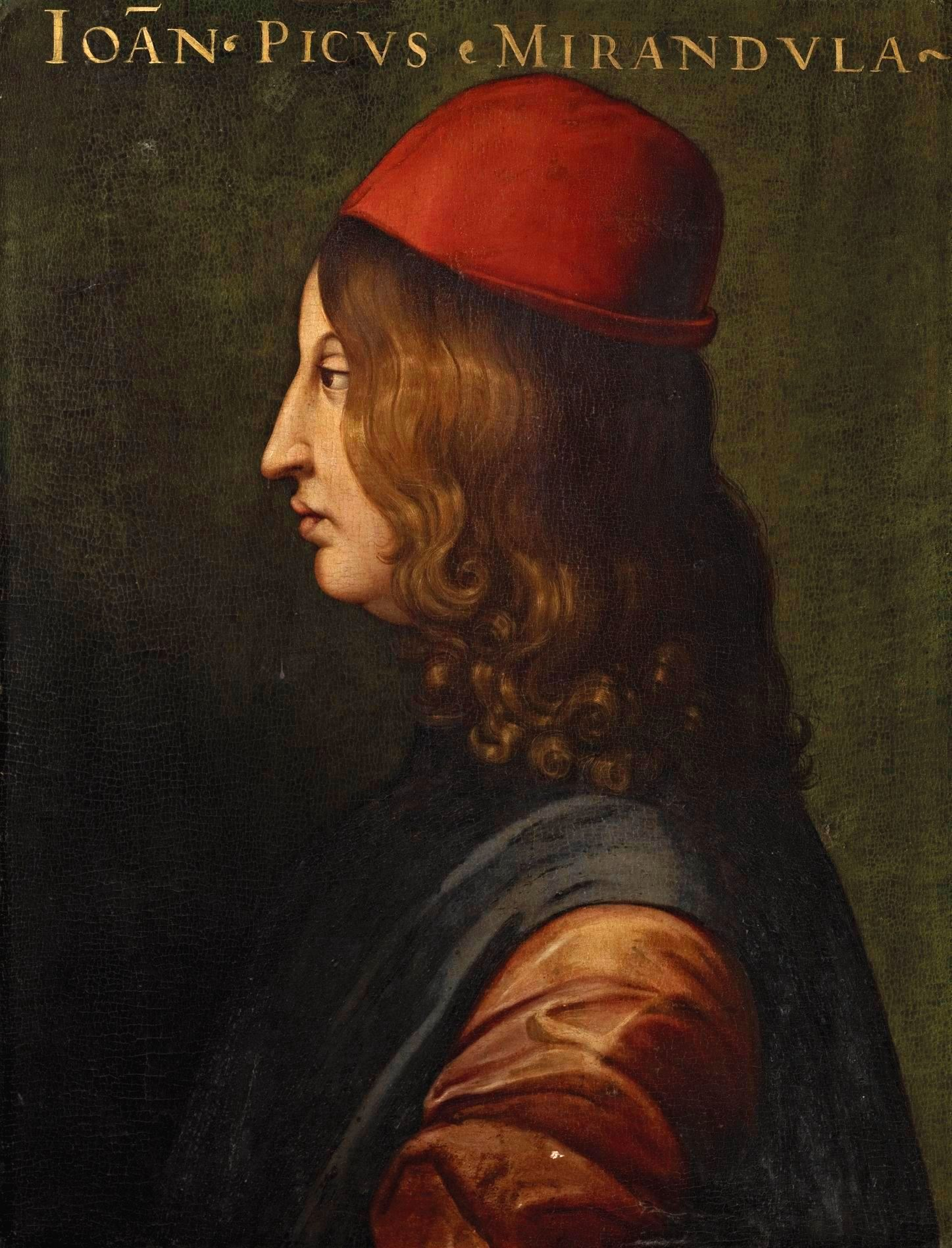
Джованни Пи́ко де́лла Мира́ндола

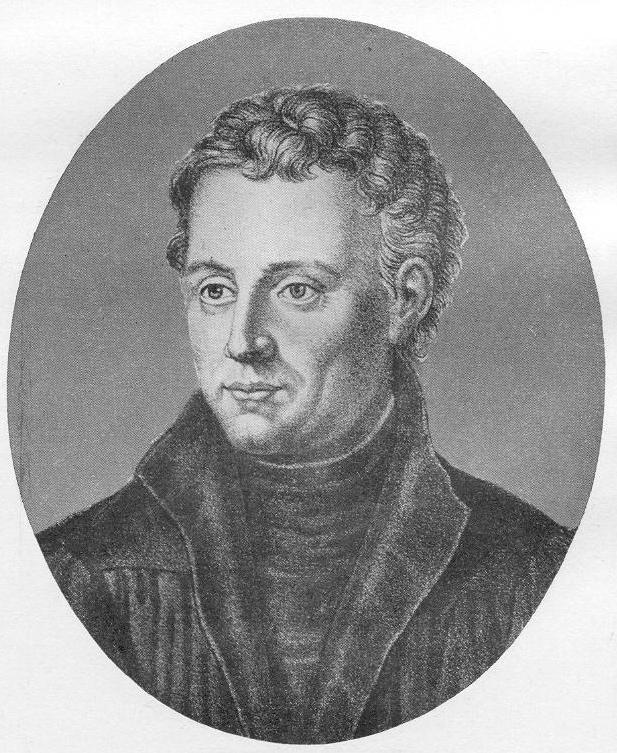
Иоганн Рейхлин

Пико делла Мирандола считается «отцом» христианской каббалы, он сыграл большую роль в возникновении большого интереса к каббале в ту эпоху. Молодой учёный и теолог умер в возрасте 31 года в 1494 году. Пико сильно заинтересовался еврейским языком, и имел в друзьях и учителях еврейских учёных. Он начал изучать каббалу на еврейском и на латыни, переведённой евреем, принявшим христианство, Флавием Митредатом. Лучшей работой Пико считается «900 тезисов», в которую входили тезисы, основанные на каббале. В этом своём труде Пико провозгласил, что христианская истина лучше всего демонстрируется при помощи магии и каббалы. Многим современным учёным трудно было отличить эти понятия — магия и каббала. Пико часто использовал слово «каббала» как синоним к слову «магия», называя магию наукой, синтезирующей научный и теологический подход. Он отнёс каббалистические писания, с которыми был знаком, к древним эзотерическим знаниям, сохранённым евреями, в центре которого была христианская идея, которая в свою очередь может быть постигнута изучением каббалы.
Иоганн Рейхлин, немецкий философ и лингвист, ученик Пико, продолжил его работы. Рейхлин владел большими знаниями по иудаизму и каббалистическими текстами, которые описал во многих своих трудах, особенно в De Arte Kabbalistica (1516). Это книга в последующем стала учебником по этой теме в течение двух веков. Эта его работа предоставляется в трёх частях: философической, телеологической и научной. Три философа (христианин, мусульманин и еврей) беседуют и обсуждают тему с разных точек зрения. Еврейского учёного зовут Шимон бар Иохай, также зовут центральную фигуру в рассказах книги «Зогар». Шимон предоставит другим принципы каббалы (как их видел Рейхлин), а его христианские и исламские коллеги обобщены принципами философии (Пифагорской философии), науки и магии.
Понятие «Каббалы» в трудах Пико и Рейхлина сильно отличается от средневековой еврейской каббалы, которую они использовали как источник. Они использовали все послебиблейские труды, включая Талмуд, мидраш, труды философов-рационалистов, включая Маймонида, а также труды многих еврейских толкователей Библии, которые даже не относились к каббале. Еврейские эзотерические тексты, которые они читали, включая некаббалистические, как труды Хаседея Ашкенази или Авраама Абулафии, не являлись даже основной каббалистической литературой. «Зогар» использовался очень редко и ссылки на него делались через другие книги. Поэтому картина «Каббалы» коренным образом отличается от той, которая имелась в еврейских источниках.
Центральное каббалистическое размышление о «тайне создания» и важность систем сфирот в трудах христианских учёных превращаются во второстепенную вещь. У них была готова теология о Святой Троице, которую они интегрировали в их понятию каббалы. Шхина, как женская сила, интересовала их мало. Дуализм добра и зла в «Зогаре» для них не был центральной темой, так же как и магические элементы и влияние на небесный процесс соблюдения заповедей. Мистический опыт, видения и духовное возвышение не были в центре их интереса. Они отнесли себя ближе к гуманистам, учёным и философам, чем к мистикам.

## Еврейский язык и христианская каббала
Христианские каббалисты больше всего были заинтересованы не в семантическим использовании еврейского языка, к которому у них не было христианской альтернативы. Разные имена Бога и небесных существ для них было новым открытием. Разные трансмутации еврейского алфавита, как и нумерологические методы, которые были больше мидрашическими, нежели каббалистическими, стали центром их изучения. Во многих случаях, как в их «Нумерологии», мидрашическая методология стала ядром их понимания каббалы. Свобода размышления и лёгкость толкования новых терминов в соответствии с древними текстами стало для них главной темой.
Познакомившись с еврейской концепцией божественного языка, христианские каббалисты поверили в то, что при правильном произношении Божественных имён можно влиять на реальность. Этот факт позволил представителям Ренессанской школы поверить в то, что магия является самой большой силой во вселенной. В результате то, что было банальным в иудаизме, стало важным в мировоззрении христианских каббалистов. И это было скомбинировано с другой концепцией, которую гуманисты взяли из еврейских источников, Harmonia Mundi. Картина параллельной страты, формирующая структуру гармонии между небесами, природой и человеком, была взята из Сефер йецира и интегрирована в европейскую философию и науку. Одно из видных проявлений этого хорошо видно в труде венецианского гуманиста Джорджи, Франческо, De Harmonia Mundi (1525). Еврейские источники в этом труде не были не только единственными, но и не основными, несмотря на то, что это изначально еврейская концепция. Отношения между микрокосмосом и макрокосмосом, между человеком и Создателем, были сформированы различными неоплатоническими школами в Средние века. Но несмотря на это, в школах Пико, Рейхлина и их предшественников часто описывалось это как элементы каббалы, древнееврейской традиции, которую Моисей получил на горе Синай.

## XVI век

из книги «Шаарей Ора»

- Кардинал Эгидио де Витербо (1465—1532), автор книг «Шхина» и «О еврейских буквах», созданных под влиянием «Зогара» и «Сефер ха-тмуна».
- Францисканский монах Джорджи, Франческо (1460—1541), в работах которого, De Harmonia Mundi, каббале отводится центральное место и впервые обильно цитируются рукописи «Зогара».
- Учёный Пауль Риций (1470—1541), профессор философии в Павии, личный врач императора Максимилиана I. Риций впервые переводит на латынь и издаёт несколько трактатов Талмуда (1519), а также знаменитый труд Йосефа Гикатилы «Шаарей Ора» (1516), оказавший влияние на всю последующую христианскую каббалу своим учением об эманации сфирот как раскрытии имён Божиих. В своих работах по христианской каббале он осуществляет оригинальный синтез идей Пико делла Мирандолы и Рейхлина, дополняя их данными из разных каббалистических источников.
- Французский мистик Гийом Постель (1510—1581); переводит части «Зогара» и «Сефер йецира» на латынь и публикует их до издания на языке оригинала.
- Якоб Бёме (1575—1624), автор книг «Аврора, или Утренняя заря в восхождении», «Christosophia, или Путь ко Христу», «Истинная психология, или Сорок вопросов о душе», «О тройственной жизни человека».

Влияние Каббалы освобождает [Я. Бёме] от отвлечённой мистики типа неоплатонического и экхартовского и прививает начала конкретной космологии и антропологии.
— Николай Бердяев. Новые книги о Якове Бёме
- Иоганн Альбрехт Видманштеттер[нем.] (1506 —1557), австрийский канцлер, дипломат, библиофил, учёный, востоковед[8]. Один из наиболее преданных каббале христиан, собирает огромную библиотеку каббалистических рукописей, до сих пор хранящуюся в Мюнхене[источник не указан 4490 дней].
- Бальтазар, Вальтер, немецкий врач, последователь Исаака Лурии, был знаком с Якобом Бёме.

## XVII век

Из книги Kabbala Denudata

Христиан Кнорр фон Розенрот собрал свои исследования о каббале в двухтомном труде Kabbala Denudata («Открытая каббала») (1677—1684), где предоставил широкий обзор первоисточников, переведённых на латынь и сопровождаемых подробными комментариями (в том числе, фрагменты «Шаарей Ора» Гикатилы, «Пардес Римоним» Кордоверо, «Эмек ха-мелех» Нафтали Бахараха, выдержки из «Идрот» и других книг «Зогара»). Кроме того, в этой книге опубликован латинский перевод уникального текста по каббалистической алхимии «Эш Мецареф», ивритский оригинал которого не сохранился. По-видимому, он был написан неким анонимным евреем-каббалистом в начале XVI века в Италии. «Открытая каббала» имела исключительное влияние в мистических кругах. И оставалась основным источником христианской каббалы в течение двух веков. Здесь же публиковались оригинальные сочинения христианских каббалистов.
Ван Гельмонт развивает идеи об Адаме Кадмоне, как предвечном Иисусе христианской теологии.
Генри Мор излагает концепцию творения мира, включающую лурианское учение о цимцуме и Божественном остатке (решимо).
Христиан фон Розенрот и Ван Гельмонт сыграли важную роль в распространении идеи о божественном происхождении еврейского языка, обладающего некоей особой, изначальной силой, как базового языка человечества. Этот взгляд был выражен, в частности, в сочинении Ван Гельмонта Alphabeti vere Naturalis Hebraici brevissima Delineato («Краткое описание подлинного естественного алфавита евреев»), опубликованном в 1667 году. В предисловии к этой книге Кнорр даже предлагает создать Общество еврейского языка по примеру существовавших тогда многочисленных Обществ немецкого языка.

## Поздние века
В XVII веке раскрытие христианской каббалы спадает, её наследие перенимают «оккультная каббала», зародившаяся во второй половине XVIII века в некоторых школах немецкого масонства («Азиатские братья» и др.) и немецкое «новое» розенкрейцерство.
С XIX века сочетание каббалы и христианства раскрывают Н. А. Бердяев (1874—1948), В. С. Соловьёв (1853—1900), С. Н. Булгаков (1871—1944), А. Н. Шмидт (1851—1905), Д. В. Щедровицкий (р.1953). Традицию русской софиологии в лурианском ключе продолжает немецкий философ Михаэль Френч.